# Teelke Galtets
Teelke Galtets (auch Teeleke) (* unbekannt; † am oder nach dem 6. Dezember 1665 in Schwittersum) war das letzte Todesopfer der Hexenverfolgung in Ostfriesland.

## Leben
Über Kindheit und Jugend von Teelke ist wenig bekannt. Ihr Geburtsort wird in den bruchstückhaft erhaltenen Gerichtsakten nicht genannt. Sie heiratete Peter Galtets und ließ sich mit ihm in Westeraccum nieder. Ob das Paar Kinder hatte, ist unklar. Im Kirchenbuch wie auch in den erhaltenen Prozessakten finden sich dazu keine Hinweise.

## Der Hexenprozess
Ein Großteil der Gerichtsakten des Patrimonialgerichtes in Dornum lagerte in einen Seitentrakt des örtlichen Schlosses und wurde 1721 bei einem durch einen Schornsteinbrand ausgelösten Feuer zerstört. Aus den bruchstückhaft überlieferten Gerichtsakten zum Prozess gegen Teelke Galtets geht hervor, dass sie beschuldigt wurde, sich vom christlichen Glauben abgewandt und gegen Gott und seine Heiligen verschworen zu haben. Zudem soll sie ein Bündnis mit dem Teufel eingegangen sein und habe an mehreren Versammlungen mit Hexentänzen teilgenommen. Vor allem die Beschuldigung der Verschwörung gegen die Heiligen erscheint im nachreformatorischen Ostfriesland ungewöhnlich. Der Heimatforscher Georg Murra-Regner verweist darauf, dass es in den verschiedenen evangelischen Konfessionen keine einheitliche Haltung gegenüber der Heiligenverehrung gibt. Zudem sei diese Form der Anklage nach der Reformation auch bei anderen Prozessen weiter genutzt worden. Teelke wurde daraufhin inhaftiert und vor Gericht gestellt. Von diesem Prozess blieben der Urteilsspruch und dessen am 10. November 1665 erfolgte Bestätigung durch das Juristenkollegium des Gymnasiums zu Bremen erhalten. Demnach gestand Teelke die ihr zur Last gelegten Beschuldigungen. Gemäß der Unterlagen gab sie das Geständnis sowohl unter der Folter als auch in der gütlichen Befragung ab. Das Urteil wurde am 6. Dezember 1665 verlesen. Weil sie geständig war, wurde sie zum Tod durch Enthauptung verurteilt, was damals als vergleichsweise milde Strafe galt. Danach sollte ihr Körper verbrannt werden. Das Gericht sah die Strafe gemäß der überlieferten Akten als hochverdient an und hoffte auf eine abschreckende Wirkung auf andere. Teeleke wurde schließlich auf dem Galgenberg, einer kleinen Anhöhe in Schwittersum zwischen Dornum und Resterhafe, mit dem Schwert hingerichtet und anschließend auf dem Scheiterhaufen verbrannt.